# Vietri di Potenza

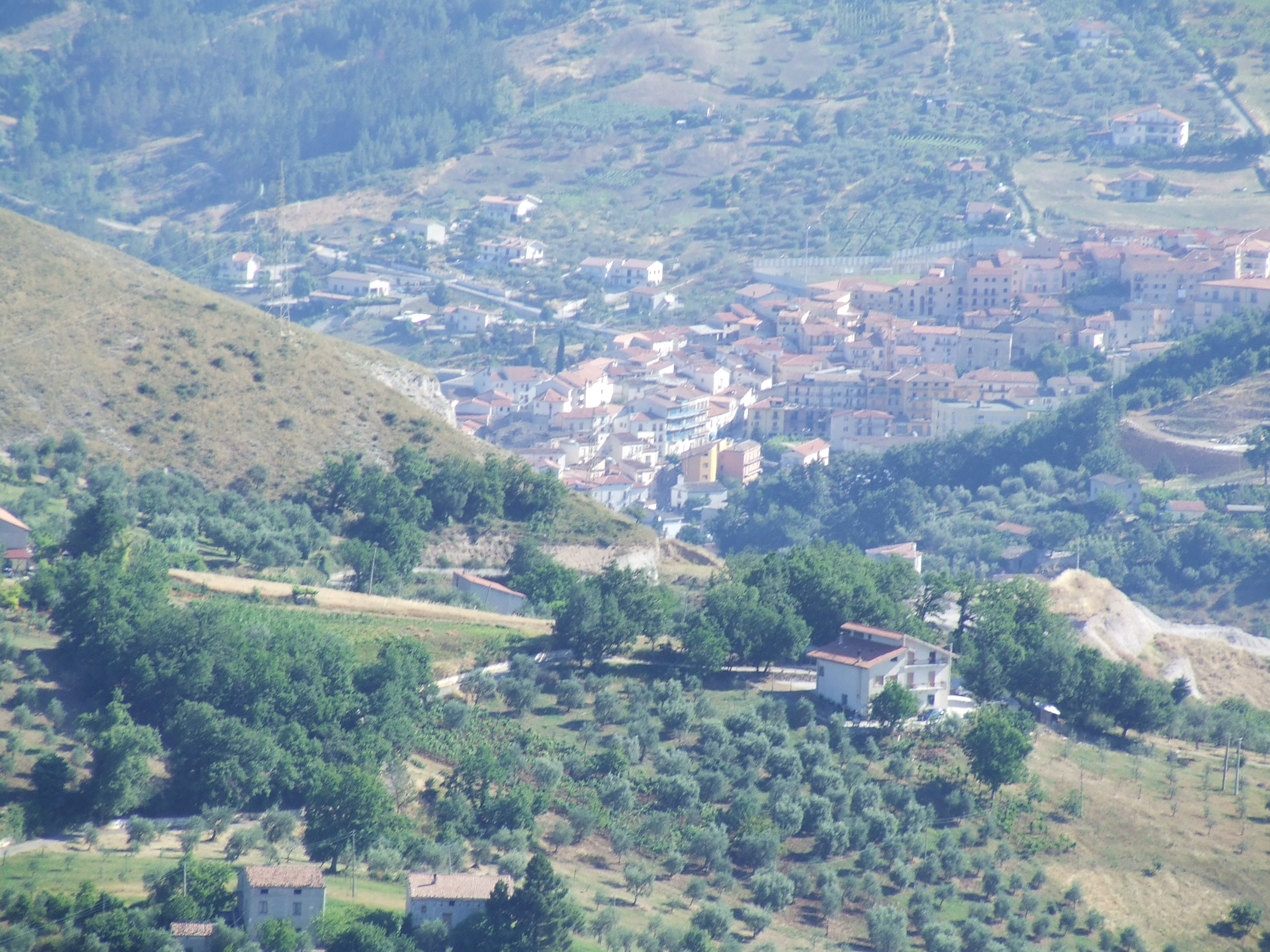
Panorama von Vietri die Potenza

Vietri di Potenza ist eine süditalienische Gemeinde (comune) mit 2650 Einwohnern (Stand 31. Dezember 2023) in der Provinz Potenza in der Basilikata. Die Gemeinde liegt etwa 25 Kilometer westsüdwestlich von Potenza am Melandro. Vietri di Potenza ist Teil der Comunità montana Melandro und grenzt unmittelbar an die Provinz Salerno.

## Verkehr
Durch die Gemeinde führen der Raccordo autostradale 5 (zugleich E847) von der Autostrada A2 Richtung Potenza und Golf von Tarent sowie die Strada Statale 94 del Varco di Piestretta.